# Sam Sodje
Samuel Okeremute Sodje (Greenwich, 25 maggio 1979) è un ex calciatore inglese naturalizzato nigeriano, di ruolo difensore.

## Biografia
Suo fratello maggiore Efe è stato a sua volta un calciatore professionista.